# Tilak Marapana
Tilak Janaka Marapana, est un avocat srilankais. Il est ministre des Affaires étrangères de 2017 à 2019 (après une brève interruption entre octobre et décembre 2018). 